# Cortaritermes
Cortaritermes es un género de termitas  perteneciente a la familia Termitidae que tiene las siguientes especies:

## Especies
1. Cortaritermes fulviceps
2. Cortaritermes rizzinii
3. Cortaritermes silvestrii